# هیسترزیس

میدان جابه‌جایی الکتریکی D یک ماده فروالکتریک که در آن میدان الکتریکی E ابتدا کاهش و سپس افزایش یافته‌است. منحنی‌های حاصل یک نمودار هیسترزیس تشکیل داده‌اند.

در یک تعریف کلی، هیستِرِزیس (انگلیسی: Hysteresis) عبارتست از وابستگیِ حالت (State) یک سیستم به گذشته‌اش. هیسترزیس عبارت است از بیشترین تفاوت در متغیر کنترل شده در یک مجموعه واحد از شرایط عملیاتی، پس از افزایش و سپس کاهش سیگنال کنترلی. به عنوان مثال، یک آهنربا ممکن است در یک میدان مغناطیسی معین، بسته به اینکه میدان مغناطیسی در گذشته چگونه تغییر کرده است، بیش از یک گشتاور مغناطیسی داشته باشد.
هیسترزیس را می توان در فیزیک، شیمی، مهندسی، زیست شناسی و اقتصاد یافت. این پدیده در بسیاری از سیستم‌های مصنوعی گنجانده شده است: به عنوان مثال، هیسترزیس در ترموستات‌ها و تریگرهای اشمیت، از تعویض مکرر ناخواسته جلوگیری می‌کند.
سیستم‌های دارای هیسترزیس غیرخطی هستند، و مدلسازی ریاضی آنها می‌تواند بسیار سخت باشد.
برای پیش‌گیری از ابهام، بهتر است از به‌کاربردن «پسماند» برای این مفهوم خاص خودداری کرد.

## انواع هیسترزیس در مهندسی

### سیستم‌های کنترل
در سیستم های کنترل، می توان از هیسترزیس برای فیلتر کردن سیگنال ها به گونه ای استفاده کرد که خروجی ها با سرعت کمتری واکنش نشان دهند، به گونه ای که از تاریخچه واکنش های انجام شده کمک گرفته شود. برای مثال ترموستاتی که یک هیتر را کنترل می کند ممکن است هیتر را زمانی روشن کند که دمای هیتر از مقدار A کمتر شود، اما آن را تا زمانی که دما از B بالاتر نرفته آن را خاموش نکند. (برای مثال برای تنظیم دما روی 20 درجه ممکن است ترموستات هیتر را در دمای 18 درجه روشن کرده ولی تا دما به 22 درجه نرسد آن را خاموش نمی کند.)

### مدارهای الکتریکی
- هیسترزیس در سنسورهای القایی: در سنسورهای مجاورتی القایی (Inductive Proximity Sensors)، به اختلاف فاصله بین نقطه شروع به کار سنسور در هنگام نزدیک شدن شیء به سنسور و نقطه قطع سنسور در هنگام دور شدن شیء از سنسور هیسترزیس می‌گویند. در این سنسورها برای جلوگیری از نوسان و ایجاد قطع و وصل‌های ناگهانی و نامطلوب داشتن هیسترزیس مطلوب می‌باشد. به زبان ساده در هنگام نزدیک شدن شی به سنسور، فرمان زمانی ارسال می‌شود که شی به نقطه خاصی برسد ولی برای قطع شدن فرمان سنسور، شی باید مقداری بیشتر از نقطه نزدیک شدن از سنسور دور شود تا سنسور به دلایلی از قبیل ارتعاش میز یا نگهدارنده دچار قطع و وصلهای مکرر نشود.

## انواع هیسترزیس در مکانیک

### هیسترزیس الاستیک

نمودار هیسترزیس ایدئال یک تکه لاستیک نواری شکل. ناحیه قرار گرفته بین چرخه، انرژی دفع شده توسط اصطکاک داخلی ماده است.

در هیسترزیس الاستیکِ لاستیک ناحیه قرار گرفته بین چرخه برابر انرژی دفع شده توسط اصطکاک داخلی ماده است. هیسترزیس الاستیک از جمله اولین موارد مطالعه هیسترزیس است.

### هیسترزیس زاویه تماس
زاویه تماس شکل گرفته بین یک مایع و جامد انواع مختلفی از زوایای تماس را از خود نشان خواهد داد. دو روش مختلف برای اندازه‌گیری این زاویه وجود دارد. روش اول روش چرخش پایه نام داد. یک قطره بر روی سطح تراز چکانده شود و سپس این سطح از ۰ تا ۹۰ درجه خم می‌شود. وقتی قطره خم می‌شود قسمت پایین قطره در حالت خیس کننده و قسمت بالای قطره در حالت جدا شونده قرار می‌گیرد. با افزایش زاویه چرخش، زاویه تماس قسمت پایین افزایش خواهد یافت و زاویه تماس قسمت بالا کاهش خواهد یافت؛ به این زاویه، زاویه سرازیر شدن می‌گویند. اختلاف بین این دو زاویه قبل از سرازیر شدن را هیسترزیس زاویه تماس می‌گویند.

## انواع هیسترزیس در علم مواد

### پسماند مغناطیسی

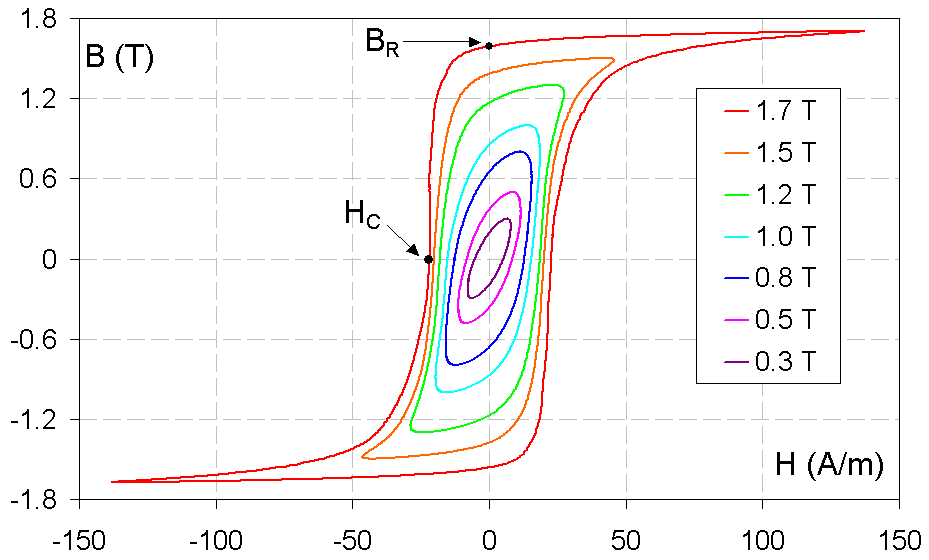
خانواده‌ای از حلقه‌های B-H برای فولاد (B_{R} چگالی شار پسماند را نشان می‌دهد و H_{C} میزان وادارندگی (coercive force) را.

در فیزیک، پدیدهٔ هیسترِزیس یا پسماند مغناطیسی، به دیرکرد تغییر چگالی شار مغناطیسی وقتی شدت میدان مغناطیسی تغییر می‌کند گفته می‌شود.
هیسترزیس در مواد فِرّومغناطیسی پدیده‌ای معروف است. هنگامی که یک میدان مغناطیسی خارجی روی یک فِرّومغناطیس عمل کند، دوقطبی‌های اتمی (atomic domains)، خود را با این میدان خارجی هم‌راستا می‌کنند. حتی پس از برداشتن میدان مغناطیسی خارجی، بخشی از این جهت‌گیری به جا می‌ماند. در این حالت اصطلاحاً گفته می‌شود که این ماده مغناطیده شده‌است.
رابطه میان شدت میدان مغناطیسی (H) و چگالی شار مغناطیسی (B) در چنین موادی یک رابطه خطی نیست، و تغییرات این دو نسبت به هم، از یک منحنی خاص به نام منحنی هیستِرِزیس (شکل روبرو) پیروی می‌کند.

## انواع هیسترزیس در اقتصاد

### تئوری بازی
هنگامی که شما یک بازی رایانه ای نظیر تنیس انجام می دهید و برنده می شوید به مرحله بعدی وارد می شوید که دراین مرحله برنده شدن نیاز به مهارت بیشتری داشته و اصطلاحا سخت تر از مرحله قبلی می باشد. اگر در این مرحله و مراحل بالاتر نیز با افزایش مهارت و تلاش بیشتر برنده شوید به نقطه اوجی Maximum) می رسید که دیگر میزان مهارت شما با پیچیدگی بازی برابر است و شما بر سختی بازی غلبه نموده اید. در‌واقع در طراحی بازی های رایانه ای چنین الگوریتمی به شما ارائه می‌گردد که به شکل هیسترزیس است.